# Biosémiotique
La biosémiotique est l'étude des signes biologiques.
La biosémiotique, aussi appelée la sémiotique du vivant, est une branche de la biologie et de la sémiotique qui étudie tous les aspects des signes biologiques - le processus de signification, c'est-à-dire la production, la codification et la communication de signes.